# Ministério da Justiça (Azerbaijão)
O Ministério da Justiça do Azerbaijão (em azeri:  Аzərbаycаn Rеspubliкаsının Ədliyyə Nаzirliyi) é uma agência governamental vinculada ao Gabinete do Azerbaijão, encarregada da regulação do sistema de justiça, supervisionando o Ministério Público, a manutenção do sistema legal e da ordem pública e instituindo reformas da lei.

## História
O Ministério da Justiça foi um dos primeiros ministérios da República Democrática do Azerbaijão, estabelecido em 28 de maio de 1918, no dia da declaração de independência do Azerbaijão. O seu estatuto foi ratificado pela Assembleia Nacional do Azerbaijão em 22 de novembro de 1918. O novo "Estatuto do Ministério da Justiça" foi aprovado pelo Decreto Presidencial de 18 de abril de 2006, a fim de modernizar a base jurídica do ministério e torná-lo de acordo com as normas internacionais.
Em 1933, tribunais, o Ministério Público, institutos de investigação e consolidação, a política judicial unificada, todas as autoridades e instituições econômicas, organizações sociais e indivíduos passaram a ser de competência do Comissariado de Justiça. Na época, o Azerbaijão era parte da União das Repúblicas Socialistas Soviéticas (URSS), que havia extinto o Ministério da Justiça e estabelecido o comissariado.
Em 1937, a Comissão de Justiça do Povo aprovou um novo regulamento, no qual sua competência ficava restrita à área das principais atividades da organização e funcionamento do sistema judicial. O Comissariado de Justiça foi abolido em 1959, com a gestão e controle sobre as atividades do Poder Judiciário, estatísticas judiciais e demais autoridades jurídicas sendo atribuídas ao Supremo Tribunal e ao Conselho de Ministros, submetidos à Comissão de Direito e Comissariado, compartilhados entre diferentes agências governamentais soviéticas.

## Estrutura
O ministério administra as políticas e gestão do Estado no campo da justiça através do seu conhecimento jurídico, da manutenção de registros de Estado de registo de atos jurídicos. Ele também participa no desenvolvimento da legislação, elaboração de leis, formulação de propostas sobre projetos de atos jurídicos e proporciona a consciência jurídica. O ministério também supervisiona a inscrição estadual de entidades legais, mantendo registro de publicações. Atividades de notariado, registro de atos de estado civil, assuntos intergovernamentais sobre adoção e legalização de documentos também se inserem no âmbito da atividade do ministério. Além disso, a agência é responsável pela execução das decisões judiciais, a disposição organizacional dos tribunais, recolha de dados judiciais, bem como o registro de acordos de subvenção a atribuir às organizações sem fins lucrativos. Em 11 de novembro de 2000, por Decreto Presidencial do presidente Heydar Aliyev, o dia 22 de novembro foi declarado como o dia dos profissionais que trabalham no sistema de justiça.
O ministério está atualmente liderado por Fikrat Mammadov, o qual foi nomeado em abril de 2000.